# Johannes Ingildsen
Johannes Ingildsen (født 1. juli 1997) er en dansk tennisspiller fra Frederiksberg
Ingildsen har en karriere høj ATP- singleplacering på 638 opnået den 12. september 2022. Han har også en karriere høj ATP-doubleplacering på 124 opnået den 21. oktober 2024.
Ingildsen repræsenterer Danmark ved Davis Cup, hvor han har en V/T rekord på 4–2.

## ATP Challenger og ITF Futures finaler

### Single 2 (1-1)
| Forklaring (single)         |
| --------------------------- |
| ATP Challenger Tour (0–0)   |
| ITF World Tennis Tour (1-1) |

| Titler efter overflade |
| ---------------------- |
| Hardcourt (1-1)        |
| Grus (0-0)             |
| Græs (0-0)             |
| Tæppe (0-0)            |

| Resultat | V–T | Dato     | Turnering                                    | Niveau            | Overflade | Modstander   | Score         |
| -------- | --- | -------- | -------------------------------------------- | ----------------- | --------- | ------------ | ------------- |
| Tab      | 0-1 | okt 2021 | M15 Tallahassee, USA                         | World Tennis Tour | Hardcourt | Vasil Kirkov | 6–4, 1–6, 2–6 |
| Vinde    | 1-1 | nov 2021 | M15 Santo Domingo, Den Dominikanske Republik | World Tennis Tour | Hardcourt | Jorge Panta  | 6–4, 6–3      |

### Double 16 (11-5)
| Forklaring (double)          |
| ---------------------------- |
| ATP Challenger Tour (0–0)    |
| ITF World Tennis Tour (11-5) |

| Titler efter overflade |
| ---------------------- |
| Hardcourt              |
| Grus (7-2)             |
| Græs (0-0)             |
| Tæppe (0-0)            |

| Resultat | V–T  | Dato     | Turnering                             | Niveau            | Overflade | Partner             | Opponents                                  | Score                 |
| -------- | ---- | -------- | ------------------------------------- | ----------------- | --------- | ------------------- | ------------------------------------------ | --------------------- |
| Loss     | 0–1  | jul 2021 | M15 Vejle, Denmark                    | World Tennis Tour | Grus      | Christian Sigsgaard | Benjamin Hannestad Carl Emil Overbeck      | 6–7(6–8), 6–4, [8–10] |
| Win      | 1–1  | aug 2021 | M15 Frederiksberg, Denmark            | World Tennis Tour | Grus      | Christian Sigsgaard | Benjamin Hannestad Simon Friis Søndergaard | 7–5, 6–3              |
| Loss     | 1–2  | sep 2021 | M15 Monastir, Tunisia                 | World Tennis Tour | Hardcourt | August Holmgren     | Jeremy Beale Li Tu                         | 4–6, 2–6              |
| Loss     | 1–3  | okt 2021 | M15 Naples, United States             | World Tennis Tour | Grus      | Duarte Vale         | Bruno Kuzuhara Abedallah Shelbayh          | 4–6, 1–6              |
| Win      | 2–3  | okt 2021 | M15 Vero Beach, United States         | World Tennis Tour | Grus      | Duarte Vale         | Liam Draxl Ben Shelton                     | 6–3, 6–4              |
| Win      | 3–3  | dec 2021 | M15 Santo Domingo, Dominican Republic | World Tennis Tour | Hardcourt | Alfredo Perez       | Alexis Musialek Enzo Wallart               | 7–6(7–4), 6–3         |
| Win      | 4–3  | dec 2021 | M15 Santo Domingo, Dominican Republic | World Tennis Tour | Hardcourt | Alfredo Perez       | Marco Brugnerotto Osgar O'Hoisin           | 6–3, 6–3              |
| Win      | 5–3  | feb 2022 | M15 Villena, Spain                    | World Tennis Tour | Hardcourt | Pedro Araujo        | Maxime Chazal Buvaysar Gadamauri           | 6–3, 6–3              |
| Win      | 6–3  | maj 2022 | M25 Kalmar, Sweden                    | World Tennis Tour | Grus      | Simon Freund        | Timothy Carlsson Seger Isac Strömberg      | 6–1, 6–1              |
| Win      | 7–3  | jun 2022 | M25 Skopje, North Macedonia           | World Tennis Tour | Grus      | Simon Freund        | Filip Bergevi Moez Echargui                | 7–5, 6–3              |
| Win      | 8–3  | jul 2022 | M25 Poprad, Slovak Republic           | World Tennis Tour | Grus      | Simon Freund        | Milos Karol Lukas Pokorny                  | 6–4, 6–2              |
| Win      | 9–3  | aug 2022 | M15 Fredriksberg, Denmark             | World Tennis Tour | Grus      | Christian Sigsgaard | Benjamin Hannestad Carl Emil Overbeck      | 7–6(11–9), 6–4        |
| Win      | 10–3 | aug 2022 | M25 Lesa, Italy                       | World Tennis Tour | Grus      | August Holmgren     | Federico Bondioli Filippo Romano           | 6–1, 6–4              |
| Loss     | 10–4 | nov 2022 | M15 Fayetteville, USA                 | World Tennis Tour | Hardcourt | Christian Sigsgaard | Tyler Zink George Goldhoff                 | 6–1, 4–6, [2–10]      |
| Win      | 11–4 | feb 2023 | M15 Sharm El Sheikh, Egypt            | World Tennis Tour | Hardcourt | Elmer Møller        | Akram El Sallaly Mohamed Safwat            | 6–3, 6–2              |
| Loss     | 11–5 | apr 2023 | M25 Nottingham, United Kingdom        | World Tennis Tour | Hardcourt | August Holmgren     | Neil Oberleitner Marcus Willis             | 7–6 (7–1), 6–3        |